# Gulls de San Diego (WHL)
Pour les articles homonymes, voir Gulls de San Diego (homonymie).
Les Gulls de San Diego sont une franchise de hockey sur glace ayant joué dans la Western Hockey League basé à San Diego, situé dans l'État de Californie aux États-Unis.

## Histoire
L'équipe fait ses débuts en 1966 dans la Western Hockey League. Après une non-qualification aux séries éliminatoires, les Gulls accèdent aux séries à chacune de ses sept saisons suivantes mais sont à chaque fois éliminés au premier tour. Les Gulls mettent fin à leurs activités en 1974, la même année que la WHL.

## Personnalités

### Entraîneurs
Les Gulls ont connu deux entraîneurs au cours de leur histoire : Max McNab a entraîné l'équipe de 1966 à 1972 puis Jack Evans est à la tête de l'équipe lors des deux dernières saisons des Gulls, soit de 1972 à 1974.

## Statistiques
| Saison    | PJ | V  | D  | N  | BP  | BC  | Pts | Classement   | Séries éliminatoires       |
| --------- | -- | -- | -- | -- | --- | --- | --- | ------------ | -------------------------- |
| 1966-1967 | 72 | 22 | 47 | 3  | 222 | 266 | 47  | 7e de la WHL | Non qualifiés              |
| 1967-1968 | 72 | 31 | 36 | 5  | 241 | 236 | 67  | 3e de la WHL | 3-4 Buckaroos de Portland  |
| 1968-1969 | 74 | 33 | 29 | 12 | 273 | 260 | 78  | 3e de la WHL | 3-4 Buckaroos de Portland  |
| 1969-1970 | 72 | 33 | 29 | 10 | 263 | 242 | 76  | 3e de la WHL | 2-4 Canucks de Vancouver   |
| 1970-1971 | 72 | 33 | 27 | 12 | 248 | 223 | 78  | 3e de la WHL | 2-4 Buckaroos de Portland  |
| 1971-1972 | 72 | 32 | 31 | 9  | 241 | 243 | 73  | 4e de la WHL | 0-4 Spurs de Denver        |
| 1972-1973 | 72 | 32 | 29 | 11 | 239 | 223 | 75  | 3e de la WHL | 2-4 Roadrunners de Phoenix |
| 1973-1974 | 78 | 40 | 33 | 5  | 278 | 281 | 85  | 3e de la WHL | 0-4 Roadrunners de Phoenix |